# کامپوس دو جالیو
کامپوس دو جالیو (به پرتغالی: Campos de Júlio) یک منطقهٔ مسکونی در برزیل است که در ماتو گروسو واقع شده‌است. کامپوس دو جالیو ۷٬۰۷۰ نفر جمعیت دارد.